# Гельман, Моисей Меерович
Моисе́й Ме́ерович Ге́льман (род. 1935) — советский журналист, аналитик в области промышленности, главный редактор газеты «Промышленные ведомости». Член экспертного совета комитета Государственной думы по промышленности. Критик реформы РАО ЕЭС.

## Биография
Родился в Баку 4 июля 1935 года. После окончания энергетического факультета Азербайджанского индустриального института в 1958 году работал на заводе синтетического каучука. Затем до 1994 года работал в закрытом московском НПО старшим научным сотрудником. Специалист в области информационно-измерительных систем. Автор многих научных статей, более 70 изобретений и 6 книг. Кандидат технических наук.
В 1993 году начал заниматься журналистикой. Перешёл на работу экономическим и правительственным обозревателем в газету «Деловой мир». Работал в газете «Правда-5». Автор многих публикаций, в частности, по ситуации в РАО «ЕЭС России», по результатам которых была подготовлена почва для снятия тогдашнего председателя правления Б. Бревнова. Работал правительственным корреспондентом. Призёр семи журналистских конкурсов.
С 1999 года — главный редактор газеты «Промышленные ведомости». Занимает последовательную позицию по развитию отечественной науки и промышленности.
С 2001 года входит в правление Союза производителей нефтегазового оборудования.

## Экспертная деятельность

### Борьба с реформой электроэнергетики
Моисей Гельман считает реформу РАО ЕЭС неконституционной. После приобретения 10 акций компании Гельман, получив статус миноритарного акционера, подал иск в Верховный суд России о признании незаконным постановления правительства о реструктуризации РАО ЕЭС. На пресс-конференции Гельман заявил, что в результате реформы снизятся инвестиционная привлекательность и экономическая эффективность образующихся компаний.
Как отмечала «The Guardian», по мнению Гельмана, отключение электроэнергии у ряда военных и социальных объектов вызвано большими долгами компании: «У Чубайса есть две причины для такого поведения: он хочет показать, какой он важный, а ещё ему очень нужны деньги, потому что под его руководством „ЕЭС“ влезла в огромные долги, — отмечает московский эксперт по электроэнергии Моисей Гельман».

### Работа в области совершенствования стандартизации
Выступал последовательным противником принятия закона «О Техническом регулировании». Автор публикаций в «Российской газете»: «Регламенты или стандарты»  Архивная копия от 3 апреля 2009 на Wayback Machine, «Не менее 160 лет понадобится Госдуме, чтобы принять только половину техрегламентов»  Архивная копия от 3 апреля 2009 на Wayback Machine, «Технические регламенты против стандартов»  Архивная копия от 31 октября 2009 на Wayback Machine. Написал книгу по проблеме технического регулирования и стандартизации.